# Xestia cinigera
Xestia cinigera là một loài bướm đêm trong họ Noctuidae.